# メリタス

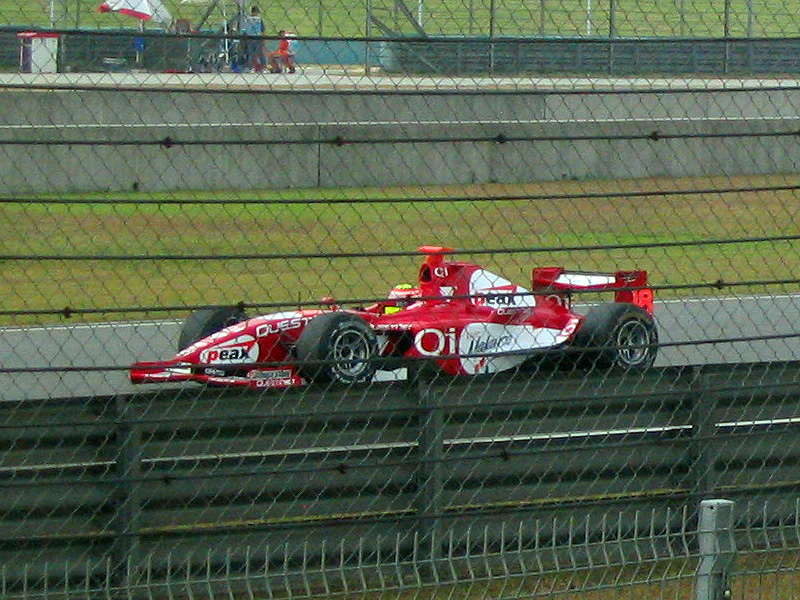

メリタス（Team Meritus）は、2003年に設立されたマレーシアのレーシングチーム。現在GP2アジアシリーズに参戦している。2011年にGP2シリーズ、2016年にF1参戦を目指している。